# Wolfram Alpha
Wolfram Alpha (WolframAlpha sau  Wolfram|Alpha) este un motor de căutare computațional dezvoltat de Wolfram Research. Acest serviciu online oferă răspunsuri la întrebări factuale  și nu o listă de link-uri  așa cum oferă motoarele de căutare obișnuite.
Wolfram Alpha a fost lansat pe 18 mai 2009 și este bazat pe un produs anterior Mathematica, o platformă computațională care integra capacități de calcul algebric, numeric, simbolic , statistica precum și facilități de afișare grafică.

Răspunsurile oferite de Wolfram Alpha constau nu în linkuri, ci în grafice, diagrame, tabele și cifre; acesta nu va oferi doar răspunsul exact, ci va prezenta o pagină ordonată cu informații suplimentare din surse verificate 
 Acest motor de cautare bazat pe modele matematice și algoritmi ar putea fi ideal intr-un web semantic.

WolframAlpha are o tastatură personalizată pentru o căutare care include tastatura qwerty standard, precum și numerele și simbolurile de mai sus. Acest lucru oferă acces rapid la simboluri la care ar trebui în mod normal să apese butonul „123” pentru a ajunge la acestea. Odată ce s-au primit datele căutate, rezultatele sunt afișate și acestea vor include probabil (în funcție de datele necesare) diagrame, grafice, tabele, hărți și imagini. Se pot extinde majoritatea secțiunilor de date pentru a vedea mai multe informații și acces la date similare. Totul pe pagină este redat ca o imagine care poate fi salvata la rola camerei, copiate, distribuite pe Twitter sau prin e-mail. De asemenea, există posibilitatea de a se copia textul din interiorul unei imagini pentru atașarea ușoară la un e-mail sau SMS. Se pot utiliza datele dintr-un rezultat la următoarea căutare. WolframAlpha, de asemenea, permite deschiderea rezultatelor în browserul Safari, adăugarea unei căutari specifice la favorite pentru un acces ușor mai târziu, precum și utilizarea unui browser în aplicație pentru a afla mai multe despre un anumit subiect.

## Utilizare
WolframAlpha a fost folosit pentru a alimenta unele căutări în motoarele de căutare Microsoft Bing și DuckDuckGo, dar nu mai este folosit pentru a furniza rezultate de căutare. Pentru răspunsul la întrebările reale, WolframAlpha a fost folosit de Siri de la Apple și Amazon Alexa pentru interogări de matematică și știință, dar nu mai este operațional în cadrul acestor servicii. Tipurile de date WolframAlpha au devenit disponibile în iulie 2020 în Microsoft Excel, dar parteneriatul Microsoft-Wolfram sa încheiat aproape doi ani mai târziu, în 2022, în favoarea tipurilor de date Microsoft Power Query. Funcționalitatea WolframAlpha din Microsoft Excel va să se încheie în iunie 2023.
De asemenea, utilizarea Wolfram Alpha în ChatGPT este un proces simplu care poate fi realizat prin încorporarea API-ului Wolfram Alpha în programarea ChatGPT. API-ul permite dezvoltatorilor să integreze motorul de cunoștințe de calcul al Wolfram Alpha în aplicațiile lor, permițându-le să facă interogări complexe și să primească răspunsuri detaliate în timp real.